# Péni
Péni è un dipartimento del Burkina Faso classificato come comune, situato nella provincia di Houet, facente parte della regione degli Alti Bacini.
Il dipartimento si compone del capoluogo e di altri 23 villaggi: Dabokiri, Dissini, Dodougou, Dogossesso, Donfara, Dounousso, Finlande, Gnafongo, Kodara, Koumandara, Lanfiera, Marabagasso, Me, Moussobadougou, Nakaka, Nongondougou, Noumoudara, Samaradougou, Sokourani, Taga, Tapokadeni, Tien e Tiemeredji-Gouegoue.